# یان مک‌گرگور
یان مک‌گرگور (انگلیسی: Ian MacGregor؛ زادهٔ ۱۳ آوریل ۱۹۸۳) دوچرخه‌سوار اهل ایالات متحده آمریکا است.